# 김원근 (1886년)
김원근(金元根, 일본식 이름: 金海元根 가네우미 겐콘, 1886년 10월 10일 ~ 1965년 12월 23일)은 대한제국의 상인이자, 일제강점기와 대한민국의 교육자, 기업인이자 사회 사업가이며, 대성보통학교, 공주고등학교, 조치원 보통학교 등을 건립하였다. 충청북도 지방 부호로 조선총독부 중추원 참의도 지냈다. 호는 청암(淸巖)이며 본관은 김해이다.
8세에 집을 떠나 청주로 올라와 상인이 되었으며 행상으로 전국 각지를 전전하다가 돈을 모아, 1899년 조치원에서 해산물 도매상과 무역상을 경영, 성공한 뒤 미곡과 광업으로 거부가 되었다. 1908년 연청학원(燕淸學院)를 설립하고 조치원청년회에도 가입하여 활동했다. 1916년에는 중학교 설립을 위한 준비시설을 갖추었으나 조선총독부의 인허가 거부로 무산되었다. 일제강점기 중반 조선인 학생과 빈민 자녀를 차별하는 것에 분개하여 1923년부터 자신의 사재를 투자하여 학교 건립과 교육, 계몽 운동에 투신하였다. 1924년 동생 김영근(永根)과 함께 대성보통학교 설립을 시작으로 청주상고와 청주대학 등 초등, 중등학교와 대학까지 6개 학교의 건립에 사재를 투자하였다. 또한 1920년대~1930년대의 충청북도 지역의 흉년기에 구휼 활동에도 앞장서 그 공을 기리는 송덕비가 8개가 세워졌다.
1935년에 청주상업고등학교를 설립했고, 1939년에는 대성여자중학교를 세웠으며, 1944년에는 동생 김영근과 함께 청주여상을 세웠으며 1946년 청주상과대학(청주대학교의 전신)을 설립하였다. 그밖에 1946년에 충북신보사와 충북산업 주식회사의 사장이 되었으며, 1952년에는 삼창(三昌) 토건산업을 창업하였다. 삼창토건 대표료 재직 중에는 1954년 청주대학교에 대학원을 설치하고 1961년에는 대성여자고등학교를 세웠다.

## 생애

### 초기 활동
1886년 10월 10일 경상북도 경주 출신이다. 아버지는 신라 흥무왕 김유신의 후손 김한중(金漢重)이며, 어머니는 강릉진씨(江陵陳氏) 혹은 여양진씨(驪陽陳氏)이다. 동생은 함께 교육사업에 참여한 석정 김영근이다. 그는 아동기에 서당에서 한학을 수학하하여 정규 학력은 없다. 
1894년 동학농민전쟁의 와중에서 가세가 기울자 행상을 하던 김국선(金局善)을 따라 고향을 떠나 청주에 오게 되었다. 12세 때 청주 저자거리의 장돌뱅이가 되고 이후 잡화상이 되었다. 이때 그는 한 독지가의 배려로 조치원의 한 서당에 들어가서 한학을 배웠으나, 그를 후원하던 독지가가 파산하여 서당을 중도에 그만두게 되었다. 서당 학우들이 전별금 석 냥씩 모아서 준 돈으로 기름장사를 시작하였다. 종교는 불교였는데, 언제부터 사찰에 다녔는지 모태 불교 신앙인인지 여부는 불확실하다.

### 행상, 상업 활동
1903년 연기군 조치원에 거주하며 행상에 종사했다. 이때 모은 재산으로 1905년 김원근상회를 설립, 동생 김영근과 함께 운영하며 일본 오사카 지역과 무역을 하였으나 1906년의 홍수로 재산 피해를 입었다. 그러나 다시 상점을 운영하여 20대 때 연기군 조치원(鳥致院)에서 경영한 해산물상과 무역상이 성공을 거두었다. 이후 미곡, 광업 분야의 상업에도 종사하여 갑부가 되었고, 청주군 사주면 외덕리(四州面外德里, 현 청주시 우암동)으로 이주했다가 청주군 청주읍 본정목 4가(현, 청주시 북문로(北門路) 2가)에 정착하여 청주 지역 유지로 활동했다.
1908년 조치원 좌사접장(左社接長)으로 활동하면서 연기군 옛 객사에 연청학원(燕淸學院)을 설립하였다. 이후 조치원청년회의 회원으로 활동하다가 1916년 조치원청년회 회장으로 선출되었으며, 그해 연기군 조치원면 관내에 충남중학교(忠南中學校)를 설립하고 토지와 비용을 손수 대고, 학교설립 기성회까지 구성했으나 조선총독부 학무국의 인허가 거부로 좌절되었다. 이후 그는 공주고등보통학교 설립위원을 비롯하여 조치원에서도 보통학교 학무위원과 고등보통학교 설립위원을 역임하는 등 교육 분야에 많은 관심을 보였다. 청주읍에 사립대성보통학교를 설립하고 경영하면서 읍회의원과 면협의원, 소방대 부대장, 금융조합평의원 등을 역임했다. 자신은 무명옷과 고무신을 신으며 자신의 재산을 학교에 투자하였다.

### 교육 활동
일찍이 그의 집 옆에 있던 영정보통학교(塋町普通學校)의 입학 시기에 마년 불과 100여 명 수용에 응시 지원자는 1,000여 명이 되어 학교에 입학하지 못하는 것을 보고 안타깝게 여겨 1923년초 동생 석정 김영근(1888~1976)과 의논, 함께 자신의 사재를 출원하여 대성보통학교를 건립하였다.
그는 충청북도지사 박중양(朴重陽)을 방문하고 몇번을 설득했다. 학령아동으로 미취학자를 구제하기 위하여 사립학교를 설립할 것을 탄원하자 기본금 조성과 시설을 묻기에 시설 일체를 본인이 부담할 것을 告하고, 우선 교동(校洞)에 있는 천도교회당 12평을 임시교사로 쓰고 후에 양옥으로 축조해 준다는 조건부로 빌려 신입생 150명을 수용하여 2부 수업을 실시하며 바로 학교 건축을 시작하여 이듬해 200평 교사를 1924년 2월까지 완공시켜 학교로 인가받았다. 대성보통학교 부지 마련과 건립, 설립비로 자신의 사재 1만 6천원을 출자하였고, 개교 이후에도 그는 해마다 유지경비로 3천여 원, 교원 급여 2940원씩 매년 자비로 지출, 지원하였다.
그는 학교 건립 시 공사감독을 자신이 직접 감독하여 공사와 자재의 유출을 일일이 확인했고, 경비는 자신의 사재를 털어서 투자했다. 이듬해 연와조로 다시 증축하여 학생 500명을 수용하였으며 교육자를 초빙하여 교장으로 앉힌 뒤 1949년까지 대성보통학교의 이사장직을 맡았다. 이때 그는 학부형에게는 1전의 학비를 부담시키지도 않고 수업료도 않고 순수 자신의 사재를 들였으며, 개교한 지 16년 만에 도비(道費) 보조금이 연 100원이 지급되고, 개교 20년인 1943년부터는 대성보통학교에 200원의 보조금이 지불되었다.
그는 훗날 회상하기를 '당시 공립학교에 다니는 학생은 부유층 자녀요, 일반 사회에서 사립학교는 대단 경시하는 경향이 농후할 뿐더러 一點 동정조차 엿볼 수 없었으므로 일반 사회인에 대한 극도의 반감으로 절대로 극빈자의 자녀만 수용할 것을 목표로 할 것과 운동회, 원족회(遠足會) 등 때에는 공립학교에 손색없을 상황을 반드시 준비하느라고 하는데까지 노력하였다. 그 후 졸업생이 중학교에 응시하여도 역시 차별이 심하므로 각 중등학교를 예방하여 애걸도 하고, 혹은 공갈도 하여 매년 약 20명 씩은 중등학교에 입학시키고 나머지만 사회에 진출케 하였고, 매년 졸업생 도합(都合)이 모두 약 2,000명이 된다. 다만 교육내용에 들어서는 학교 당국자에 전부 일임하였다.'고 회상하였다. 그는 상급 학교의 진학, 또는 학생 유치를 위해 총독부와 도 학무국, 인근 다른 학교의 관계자들을 수시로 찾아가 면담, 설득 등을 추진했다.
1921년에는 충남 공주 지역에 고등보통학교(현, 고등학교)를 유치하는 공주 고등보통학교 유치 운동에 참여, 충남 공주고등보통학교 설립위원의 한 사람이 되었다. 1922년 4월 공주에 공주고등보통학교(현, 공주고등학교의 전신)이 승인, 설립되었다.
1923년 1월 조선인의 손으로 조선 내에 대학교를 설립하자는 취지로 조선민립대학기성회가 결성되자, 그는 조선민립대학기성회 창립 발기인의 한 사람으로 참여하였다. 그러나 조선총독부 학무국에서 대학교 설립 인허가를 거절하여 운동은 실패로 돌아갔다. 
그는 교육 유공으로 1929년 충청북도지사 표창, 1931년 충북교육회로부터 표창장을 수여받았다.

### 구휼, 자선 사업, 기업인 활동
대 지주였던 그는 1920년대와 1930년대의 충청북도지역의 대 흉년이 들었을 때 청원군과 증평, 충주 일대의 주민들을 구제하였다. 1906년의 수재민 구호사업에 참여하였으며 1925년 4월에는 충청남도 연기군 조치원 및 연기 서면의 기근자 약 7,500여명을 손수 구휼하였고, 청주의 빈민 2백여 명에게 손수 농사지은 좁쌀을 나누어주었다. 이후에도 그는 매년 빈민, 흉년 구제 활동에 참여했다. 1929년에는 청원군 남일면 두산리의 자신의 하천부지 6만평을 개간하여 844호의 농민들을 안착시키고 자신의 토지를 나눠주었으며, 쌀 5470가마를 단독으로 구입하여 3개 면의 재민 구제 활동을 하였다. 그는 육영사업 외에도 구휼·자선사업에 자신이 상재로 벌어들인 자산을 대부분 희사하였다. 먹을게 없어 만주로 이민을 가려는농민들 800가구에 양곡 3300포를 풀어주기도 했다. 우암산에 법당을 짓는데도 기부하였다. 
1929년 5월에는 청주시(당시 청주군) 남일면 두산리 소전이 마을에 남일면 12개리 주민들이 흉년 구제 감사의 뜻으로 합동으로 김원근 구제기념비를 세웠다.
1931년 조선총독부에서 충청남도, 북도의 합병안이 제기되자 그는 충청남도, 북도 통합 반대 운동에 참여했으며, 통합반대 청주 시민대회를 조직하고, 합병 반대 시민운동을 추진하였다.
1930년대 초 그는 광산 들을 매입, 경영에 참여했다. 1933년 충북 음성군 원남면, 괴산군 도안면 일대 98만여 평의 광산과, 1937년 괴산군 사리면의 광산을 운영하였으며, 금 제련업을 허가받아 괴산군 증평면의 땅을 사들여 증평 문암금광제련장을 운영하였다. 1935년 무역회사인 주식회사 중앙상회를 설립하여 운영하였다.

### 세계 대공황기
1935년 동생 석정 김영근과 함께 청주상업학교를 설립하였다. 1935년에는 청원군 가덕면 병암리 성요셉공원 입구에 김원근 진휼기념비가 세워졌다. 그밖에도 청주시 강서동 , 청원군 가덕면, 남일면, 문의면, 미원면에 김원근의 구휼선정비가 세워졌다.
읍회의원으로 재직 중이던 1935년에 총독부가 편찬한 《조선공로자명감》에 조선인 공로자 353명 중 한 명으로 수록되어 있다. 이밖에도 1929년 도지사 표창, 1931년 충북교육회 표창, 총독부가 시상하는 시정 25주년 기념 표창 등 여러 차례 표창을 받았다. 1933년 세계 대공황에 적절히 대응하고 대규모 무역 등으로 큰 자산가가 되었다. 1935년에는 동생 석정(錫定) 김영근(金永根) 등과 협력하여 청주상업고등보통학교를 설립, 인허가를 내주지 않는 조선총독부 학무국 당국자들을 설득시켜 개교에 성공하였다. 이어 재단 김해학원(金海學園)을 설립하고 초대 이사장이 되었다.
한편 흉년기의 도민들을 구휼한 공로로 1937년에는 청주시 강서동에 김원근 구휼 시혜비가 세워지기도 했다. 그해 10월에는 미원면 경찰서 옆에 김원근 구제 기념비가 세워졌다. 그밖에도 증평, 가덕, 문의 등에 흉년 구제 기념으로 주민들이 김원근의 구휼 시혜비를 세웠다.

### 일제 강점기 후반
1939년 대성여자중학교를 세웠으며, 그 해 청주 및 청주 인근의 흉작 기근민 구제에 앞장섰다. 1942년에는 중추원 참의로 발탁되었고, 국민총력조선연맹 이사를 지내고 조선임전보국단에도 가담하는 등 전쟁 체제에 협조하였다. 일본군 비행기 대금으로 거액을 헌납한 일도 있다.
1944년 3월에는 청주상업고등학교 외에 여학생들을 가르치는 청주여자상업고등보통학교를 신설하였다. 여학생도 가르쳐야 된다는 것이 그의 지론이었다. 그는 태평양 전쟁에 학도병 권고 활동에 나서라는 총독부의 권고를 대학 설립을 계획한다며 여러 번 사양하였다. 이후 비용과 기금을 마련하여 1945년 8월 광복 이후 미군정기에는 대학 설립 부지를 마련하고, 미군정청 문교부 당국자들을 설득하여 첫 민간설립대학으로서 청주상과대학(淸州商科大學)을 인가받아 설립하였다.

### 청주대학 설립
그는 일제 강점기에 대성보통학교에 이어 대성중학교와 청주상업학교를 설립했다. 청주상업학교는(청주상업고등학교, 청주대성고등학교)의 전신이다. 1946년 미군정 하에서는 청주대학교의 전신인 청주상과대학을  미군정청 학무국의 승인을 얻어 설립하고, 그는 동생 김영근과 사재를 전부 기증하였다. 이때 재단명칭도 김해학원(金海學園)에서 대성학원(大成學園)으로 변경하여 오늘의 청주대학교와 산하 6개 초·중등학교로 발전하는 기틀을 마련하였다.
1945년 8월 광복 후에는 충북전재민구제회장(忠北戰災民救濟會長)으로 활동하면서, 중일전쟁과 태평양 전쟁으로 파괴되거나, 전쟁 군수 물자 징발로 사라진 가옥 550여동을 손수 세워, 그당시 집을 잃어버린 난민을 구제하고, 관공서와 경찰서 부지와 건물 수립에 자신의 토지와 비용을 희사하고, 건물을 지어 봉헌하였다. 1946년에 충북신보사 대표와 국민일보사 대표, 충북산업 주식회사의 사장이 되었다.

### 생애 후반
대한민국 정부 수립 후인 1949년 1월에 반민족행위처벌법에 따라 소환되자, 직접 서울로 상경, 2월 말까지 반민특위의 조사를 받았으나 자수한 점이 감안되어 불기소 처리되어 처벌받지 않았다. 그는 방을 얻어 출석하고 조사 받았다. 일부 시민이 탄원서를 제출하고 충청북도 조사부에서 김원근이 육영사업, 빈민구제 등에 공헌이 많다는 서한을 별도로 작성해서 반민특위 중앙조사부에 선처를 호소하였다.
1950년 6.25 전쟁으로 운영 중이던 대성초, 중학교가 모두 폐교되고 피난하였다. 휴전 후 청주로 돌아와 1952년에는 삼창(三昌) 토건산업을 창업하였다. 삼창토건 대표료 재직 중에는 1954년 청주대학교에 대학원을 설치하였다. 한국 전쟁 후에도 지역의 재난 복구 사업에 사재를 희사하였고 1954년에는 토지와 건물, 재산을 청주경찰서 3층 건물과 청원군 가덕면사무소 부지와 건물, 건립에 기부하였다. 1956년 4월 16일 대한교육연합회로부터 교육유공자 표창, 독지가 및 단체 부문을 수여받았다.
자신이 운영하던 청주여자상업고등학교를 정부에 기증하였고, 1958년 대한민국 정부령으로 국민학교가 의무교육으로 정해지자 대성보통학교 역시 국가에 기부하여 공립 학교로 편입시켰다.
1959년 한국 전쟁으로 폐교된 대성여자중학교를 부활시키고 1960년에는 대성여자고등학교를 세웠다. 생애 후반에는 공익 사업에 기여한 공로로 1962년 공익포상, 1964년 정부 문화훈장이 수여되었다. 1965년에는 역시 한국전쟁 때 폐교된 대성국민학교(대성초등학교의 전신)를 부활, 재개교하였다.

### 사후
육영사업에 헌신한 공로로 그는 1965년 12월 29일 충청북도 최초의 사회장으로 거행되어 충청북도 청주시 우암동 우암산에 안장되었다. 이는 1966년 1월 10일 대한늬우스에 보도되었다. 그에 의하면 조국의 젊은 인재를 양성하는데 평생을 바쳐왔다 한다. 1966년 11월에 지역 유지들의 공의로 묘비가 세워졌다.
2002년 발표된 친일파 708인 명단과 2008년 공개된 민족문제연구소의 친일인명사전 수록예정자 명단 중 중추원 부문에 포함되었으며 2009년 친일반민족행위진상규명위원회가 발표한 친일반민족행위 705인 명단에도 포함되었다.

## 상훈 경력
- 1956년 4월 16일 대한교육연합회 교육유공자 표창, 독지가 및 단체 부문
- 1962년 공익포상
- 1964년 정부 문화훈장 국민장

## 가족
아들이 없어 동생 김영근의 아들 중 1명인 김준철을 양자로 입양했다.
- 아버지 : 김한중(金漢重)
- 어머니 : 여양진씨(驪陽陳氏)
  - 동생 : 김영근(金永根, 호는 석정(錫定), 1888년 ~ 1976년)
    - 조카 : 김준성
    - 조카 : 김준명
- 부인 : 김경희
  - 양자 : 김준철(1922년 ~ 2011년 12월 2일)
    - 손자 : 김윤배
    - 손자 : 김상배, 기업인, 신도양개발 대표이사
    - 손자 : 김진배, 기업인, 엘버트 대표이사
    - 손녀 : 김순배
    - 손녀 : 김민선
    - 손녀 : 김복동
    - 손녀 : 김미경

## 평가
4대 대통령과 서울특별시장을 역임한 윤보선은 김원근을 거룩한 분이라 평가하였다. 윤보선은 김 옹은 적수공권으로 자수성가하여 번, 그 피나는 돈을 몽땅 육영사업에 바친 거룩한 분이다. 육영에 헌재한 것이 적지 않으려니와 스스로 이룩한 피땀의 결정을 이처럼 아낌없이 던진 이가 어찌 흔하랴고 하였다.
반민특위의 별도 조사서에 의하면 그의 성격을 말하길 그는 애인심(愛隣心)이 강하다. 지극히 겸손한 사람이다. 도민이 그를 활불(活佛)로 칭송한다 하였다.

## 같이 보기
- 대성보통학교
- 청주상업고등학교
- 청주여자상업고등학교
- 조선총독부 중추원
- 조선임전보국단
- 청주대학교
- 김영근

## 참고 자료
- 김원근(金元根) - 국사편찬위원회
- 청암사적간행위원회, 《청암 김원근옹의 生涯와 業蹟》 (청암사적간행위원회, 1958)
- 청암 김원근옹 사회장 대한늬우스 제 553호